# チャツネ

チャツネ（バンガロールにて）

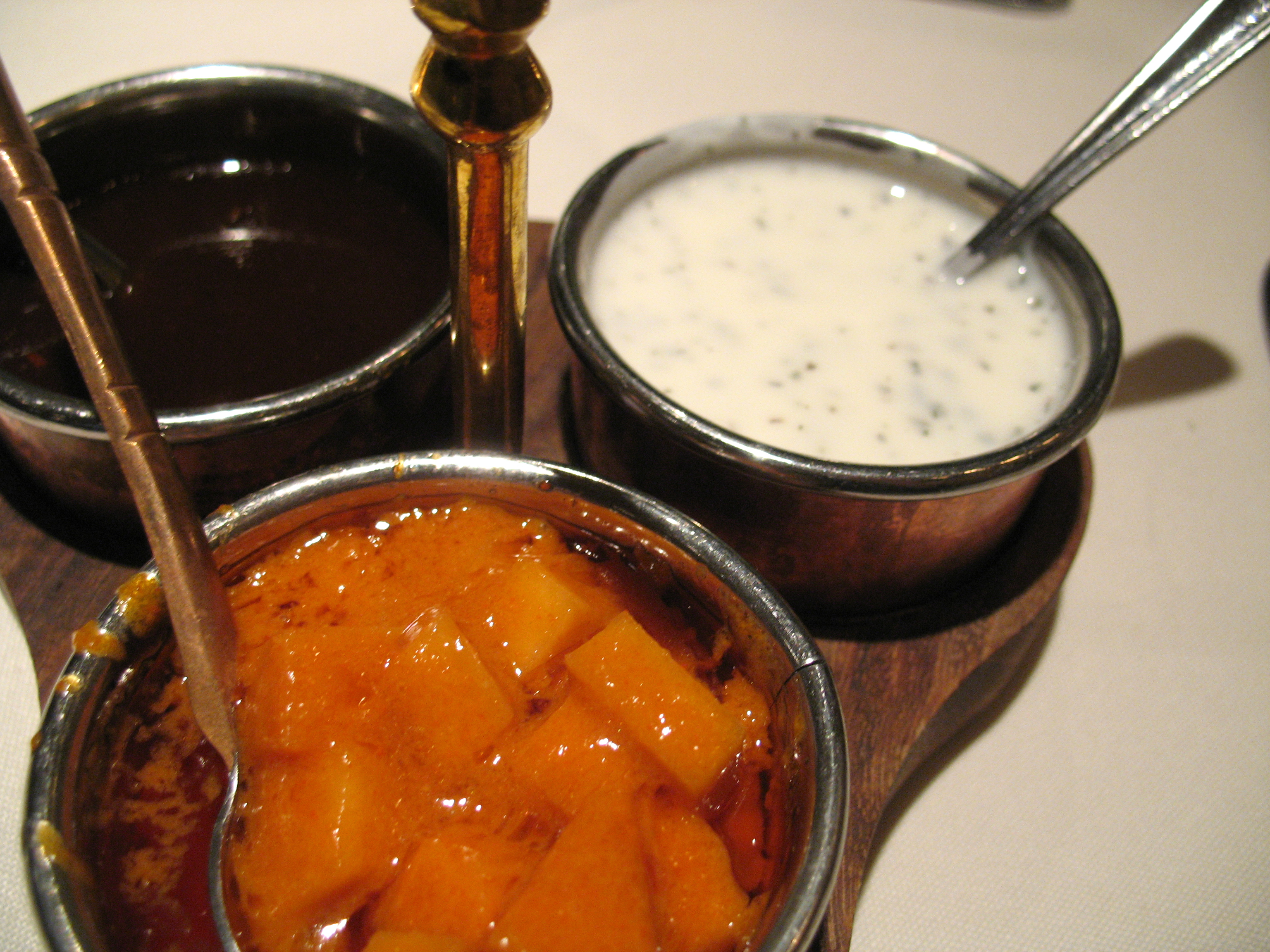
チャツネ3種

チャツネ（ヒンディー語: चटनी chatni、ダリー語: چاشنی、 チャトゥニーの方がより正確）は、南アジア・西アジアを中心に使われているソース、またはペースト状の調味料。チャツネは日本固有の発音であり、現地や欧米では通じない。豆と各種香辛料で作る日本のふりかけに類似したものもある。
名前はヒンディー語で「舐める」を意味する「チャートゥナー（चाटना）」に由来する。現地の伝統的な食べ方では、スプーンなど使わずに右手の指で料理を直接口に運ぶので、これも指に付けてまさに舐めることになる。そのため、料理を作る側ではなく食べる側が使う調味料と見るべきである。
各家庭ごとに独自のレシピがあり、味は多様である。

## 北インド他

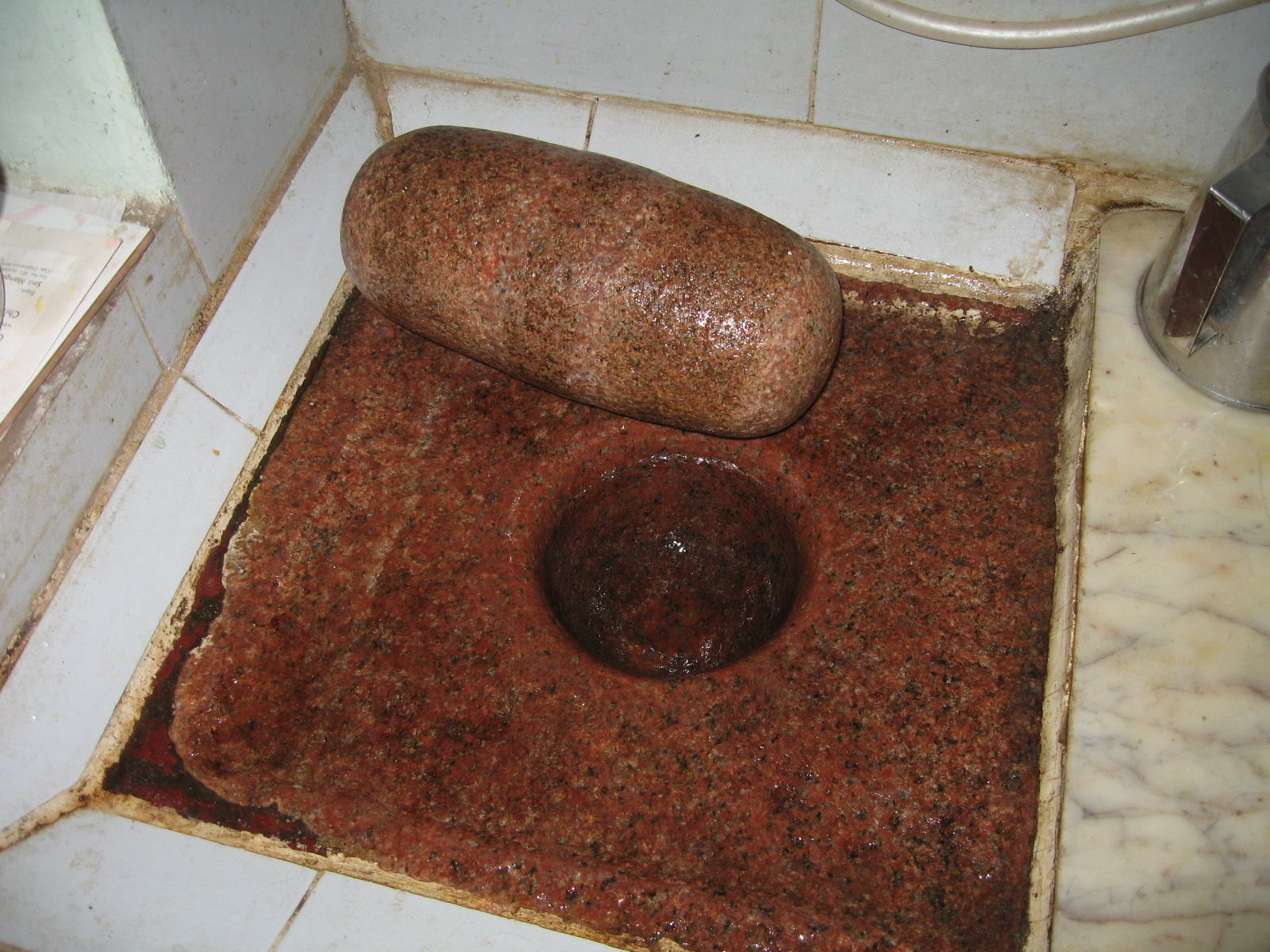
チャツネをすりつぶす石の道具

北インド、パキスタン、アフガニスタンのチャツネは、果物、野菜、ハーブなどを火を通さずにすり鉢ですりつぶすか、マンゴーチャツネのように火を通してやわらかく煮込んだものであり、後者の方が保存性が高い。ヨーグルトとコリアンダーやミントを混ぜたもの、唐辛子やショウガを効かせて辛く仕上げたものなどがある。食事に添えるほか、サモサやパコーラーなどの軽食のタレに使われる。
ベンガル地方には、ケシの実のチャツネがある。ネパールではアチャールの一種とされる。

## 南インド

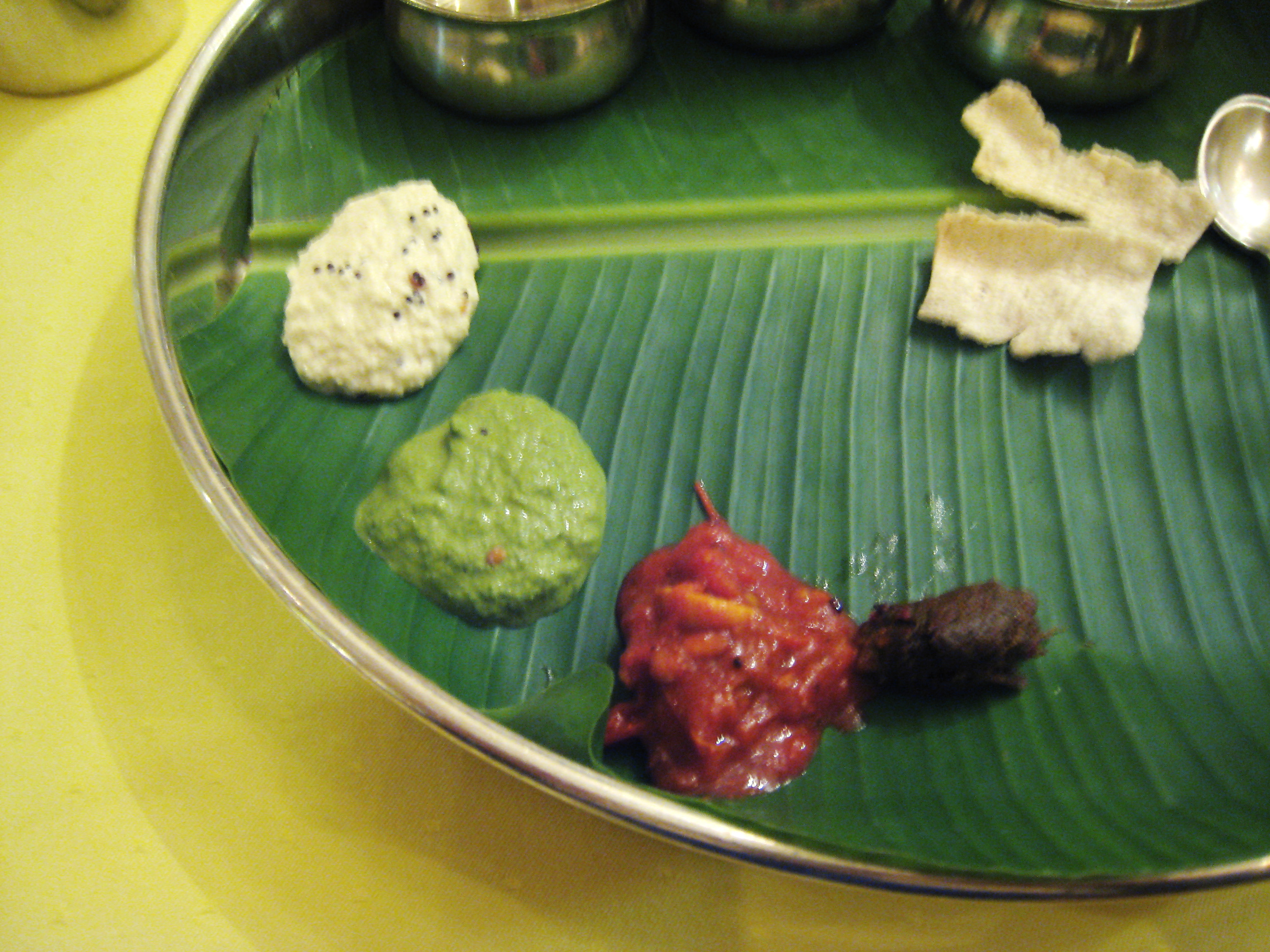
南インドのチャツネ

南インドには菜食主義者が多く、チャツネは食生活において重要な位置を占めている。軽食の一種ティファンのタレや、定食の1つであるミールス（Meals）の薬味として使われることが多い。
作り方も他の地域とはやや異なり、ココナッツや青唐辛子、炒めたマスタードシードとカレーリーフ、ケツルアズキ、チャナー・ダールをベースに、コリアンダー、ミント、トマト、タマリンドなどを混ぜる。

## 欧米など
1600年代から、インドのチャツネはイングランドやフランスに輸出されるようになった。欧米などでは、チャツネはマンゴーやリンゴ、モモ、タマリンドなどの果実に、酢、砂糖、香辛料を加えて煮た、果物の甘みを活かして甘く仕上げたジャム状のものとして知られている。瓶詰めにして保存食とするほか、カレー料理の薬味、ドレッシングとしても使用される。